# Spirurida
Spirurida – rząd nicieni z gromady Secernentea. Zwierzęta te charakteryzują się tym, iż w ich gardzieli można wyróżnić dwie części: przednią mięśniową i tylną gruczołową. Gruczoły gardzielowe są jednokomórkowe lub wielokomórkowe. Pochwa jest cewkowata i posiada mięsiste ścianki. Rozwój tych organizmów odbywa się zawsze za pośrednictwem żywiciela pośredniego jakim jest stawonóg.
Do Spirurida zaliczane są rodziny:
- Acuariidae
- Aproctidae
- Creagrocercidae
- Drilonematidae
- Filariidae
- Gnathostomatidae
- Hedruridae
- Homungellidae
- Mesidionematidae
- Onchocercidae (np. Mansonella streptocerca)
- Physalopteridae
- Scolecophilidae
- Setariidae
- Spiruridae
- Tetrameridae
- Thelaziidae
- Ungellidae